# Dmitrij Šepel
Dmitrij Sergejevič Šepel (rusky Дмитрий Сергеевич Шепель; * 8. srpna 1977 Leningrad, Ruská SFSR) je bývalý ruský rychlobruslař.
V mezinárodních závodech debutoval na Mistrovství světa juniorů 1995. Ve Světovém poháru startoval od sezóně 1996/1997; tehdy se také poprvé zúčastnil seniorského evropského a světového šampionátu. Na Zimních olympijských hrách 1998 se umístil na 14. (závod na 1500 m) a 32. místě (závod na 1000 m). O několik týdnů později zvítězil na Mistrovství světa juniorů. První seniorskou medaili vybojoval v roce 1999, kdy získal bronz na Mistrovství Evropy. Roku 2001 kontinentální šampionát vyhrál. V roce 2002 startoval na zimní olympiádě v Salt Lake City (5000 m – 4. místo, 10 000 m – 6. místo, 1500 m – 11. místo) a přivezl si bronz z Mistrovství Evropy a stříbro z vícebojařského světového šampionátu. Na ZOH 2006 byl pátý ve stíhacím závodě družstev a v jediném individuálním startu na 1500 m se umístil na 21. příčce. Poslední závody absolvoval na začátku sezóny 2006/2007.